# Eigenbeschuss

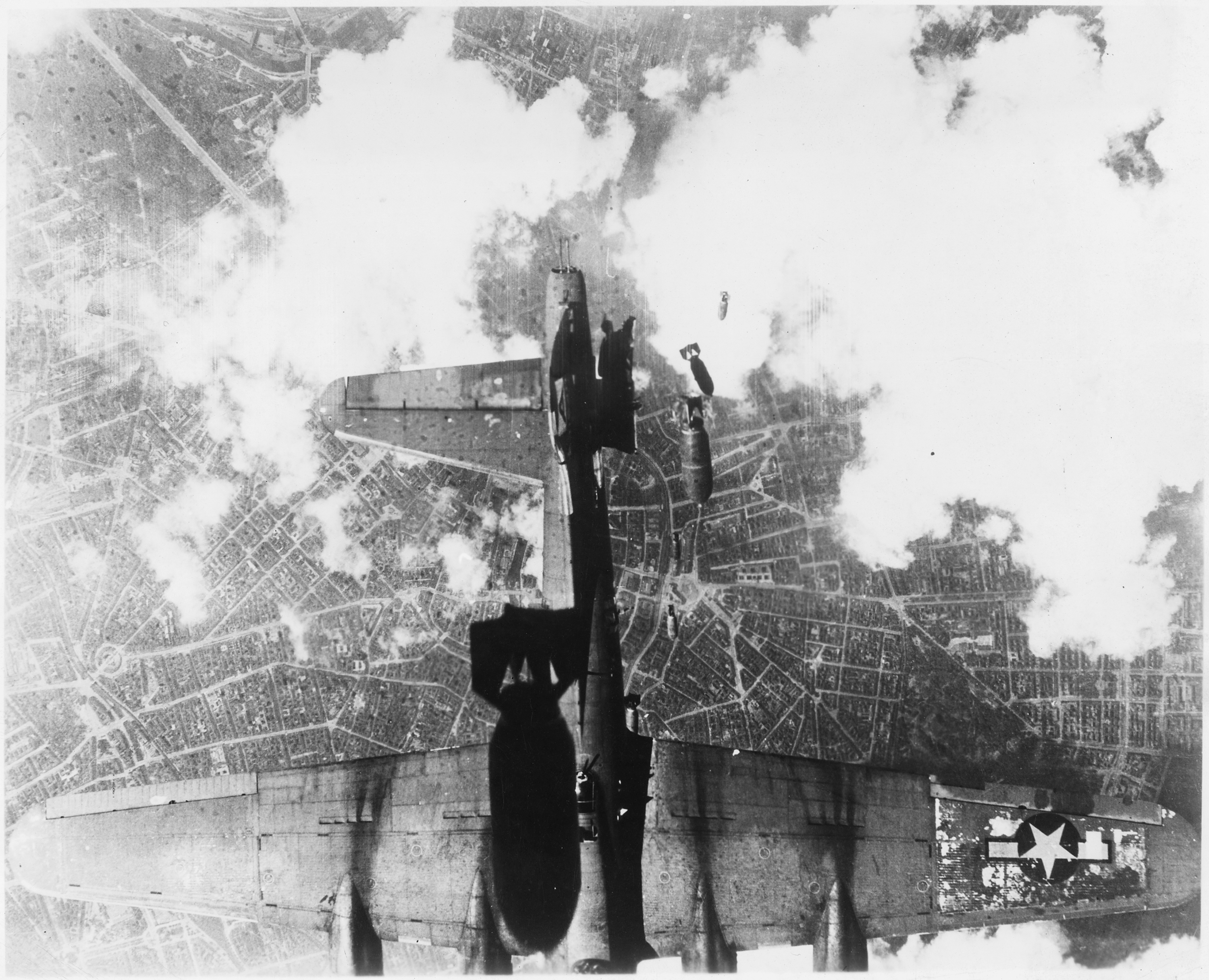
Mai 1944: Einer US-amerikanischen Boeing B-17 wird bei der Bombardierung Berlins durch eine Bombe das Höhenleitwerk zertrümmert. Alle 11 Besatzungsmitglieder starben beim Absturz.

Eigenbeschuss (oft auch englisch friendly fire oder unter NATO-Soldaten blue on blue) ist der irrtümliche Beschuss eigener oder verbündeter Streitkräfte in einer kriegerischen Auseinandersetzung.
Ein absichtlicher Angriff auf Angehörige der eigenen Truppe, speziell auf Vorgesetzte, wird in den USA als Fragging bezeichnet.

## Ursachen
Ursachen für Eigenbeschuss sind oft eine unzureichende Identifizierung des Ziels durch schlechte Sichtbedingungen (wie Dunkelheit oder Witterungseinflüsse), Kommunikationsprobleme (wie falsche Parole), den Nebel des Krieges, technisches oder menschliches Versagen. Auch die ballistische Streuung spielte früher eine Rolle: Wenn die Kanoniere z. B. etwas weniger Pulver einfüllten, flog das Geschoss weniger weit, nicht bis zum Feind, sondern nur bis zur eigenen Frontlinie anstatt darüber hinweg. Auch im Ersten Weltkrieg hatten Soldaten Angst vor sogenannten „Kurzgängern“. Die Verwendung von Beutewaffen, insbesondere Fahrzeuge, Schiffe, Flugzeuge, kann ebenfalls zum Eigenbeschuss führen. Bei Bürgerkriegen haben beide Seiten zu Beginn die gleiche Ausrüstung.
Die Wirkung dieses fehlgeleiteten Beschusses wird auch als Begleitschaden oder „Kollateralschaden“ bezeichnet.
Im Gefecht der verbundenen Waffen kam und kommt es vor, dass bei der Fernunterstützung von eigenen, in unmittelbarer Feindberührung stehenden Einheiten mittels Artillerie oder Kampfflugzeugen auch eigene Kräfte in Mitleidenschaft gezogen werden. Man kann versuchen abzuwägen, ob die Verluste der eigenen Verbände ohne diese Luft- oder Artillerieunterstützung nicht noch größer wären.

## Historische Beispiele

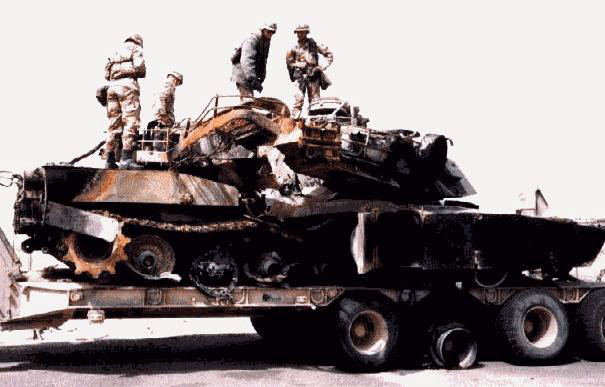
Während des Zweiten Golfkrieges wurden 9 M1A1 Abrams zerstört, 7 davon durch Eigenbeschuss. 2 Abrams wurden absichtlich durch eigene Truppen zerstört, damit diese nicht in feindliche Hände gelangen.

- Während der Rosenkriege kam es in der Schlacht von Barnet (1471) zu einem dramatischen Eigenbeschuss unter den Truppen der Lancaster. Ein Emblem der Standarte des Earl of Oxford, ein silberner Stern, wurde im dichten Nebel mit der „Sonne von York“, einem Symbol der Feindarmee des Hauses York verwechselt, woraufhin das Kontingent von eigenen Langbogenschützen unter Beschuss genommen wurde.
- Schätzungen zufolge wurde in den Schlachten der Frühen Neuzeit bis zu ein Viertel der Gefallenen aus den eigenen Reihen getroffen.[4]
- 3. Mai 1863: Im US-Bürgerkrieg wurde während der Schlacht bei Chancellorsville der konföderierte General Thomas Jonathan Jackson, einer der bekanntesten und profiliertesten Heerführer des Südens, versehentlich von eigenen Truppen beschossen und schwer verwundet. Der General erlag einige Tage später seinen Verletzungen.
- 21. Januar 1915: Während des Ersten Weltkrieges versenkte vor der holländischen Küste das deutsche U-Boot SM U 22 irrtümlich das deutsche U-Boot SM U 7 durch Torpedoschuss. Zuvor hatte U 7 auf Identifikationsaufrufe seitens U 22 nicht reagiert. Ein Überlebender von U 7 wurde danach von U 22 gerettet, wodurch sich der tragische Irrtum aufklärte.[5]
- 10. September 1939: Vor der Küste Norwegens versenkte in der Anfangsphase des Zweiten Weltkrieges das britische U-Boot Triton irrtümlich das britische U-Boot Oxley durch Torpedoschuss. Zuvor hatte die Oxley auf Identifikationsaufrufe dreimal nicht reagiert. Zwei Überlebende, darunter der Kommandant, wurden später von der Triton gerettet, was zur Aufklärung der Tragödie beitrug.[6]
- Beim Unternehmen Wikinger 1940 verlor die deutsche Kriegsmarine zwei Zerstörer und 578 Besatzungsmitglieder aufgrund Bombardierung durch die eigene Luftwaffe. Ursache war eine ungenügende Kommunikation zwischen Luftwaffe und Kriegsmarine über die jeweils durchgeführten Operationen.
- 8. Juni 1942: Während des Zweiten Weltkrieges versenkte das italienische U-Boot Alagi vor Kap Bon irrtümlich den zur Sicherung eines italienischen Nordafrika-Konvois gehörenden italienischen Zerstörer Antoniotto Usodimare durch Torpedoschuss.[7] Die U-Boot-Besatzung hatte angenommen, einen alliierten Geleitzug vor sich zu haben. 141 Seeleute gingen mit dem Zerstörer unter.
- 1944 war die 30. US-Infanteriedivision an der Operation Overlord beteiligt. Bei der Operation Cobra erlitt sie innerhalb von zwei Tagen 700 Opfer durch Friendly Fire (Näheres unter „Friendly Fire“ bei der Operation Cobra)
- 8. August 1944: Während der Operation Totalize warfen rund 200 britische Bomber infolge von Signalfehlern versehentlich ihre Bombenlast auf Teile der 1. polnischen Panzerdivision nördlich von Caen. Die Division verlor durch den fehlgeleiteten Angriff 55 Fahrzeuge und hatte 497 Tote und Verwundete zu beklagen.[8]
- Bei der Schlacht im Hürtgenwald (1944/45) war die angreifende US-Artillerie in dem unübersichtlichen Gelände oft desorientiert; viele Soldaten der US Army starben durch friendly fire.[9]
- Während der Operation Desert Storm im Zweiten Golfkrieg (1991) fielen 165 amerikanische und fünf britische Soldaten durch Beschuss von Kameraden.[10][11]

## Darstellung in Filmen
Eigenbeschuss wird unter anderem in Wege zum Ruhm, Hamburger Hill, Platoon und Geboren am 4. Juli dargestellt. In der Kinofassung von Black Hawk Down gibt es eine, in der erweiterten Fassung zwei Szenen mit Eigenbeschuss.